# نارانپاناوه کاندگامدا
نارانپاناوه کاندگامدا (به لاتین: Naranpanawe Kandegammedda) یک منطقهٔ مسکونی در سری‌لانکا است که در استان مرکزی (سری‌لانکا) واقع شده‌است.